# Light Attack Squadron 4
Il Light Attack Squadron 4 o VAL-4, conosciuto anche come Black Ponies, era uno squadrone da attacco della U.S. Navy che fu operativo tra il 3 gennaio del 1969, quando venne istituito, e il 10 aprile 1972, data del suo scioglimento.

## Storia operativa

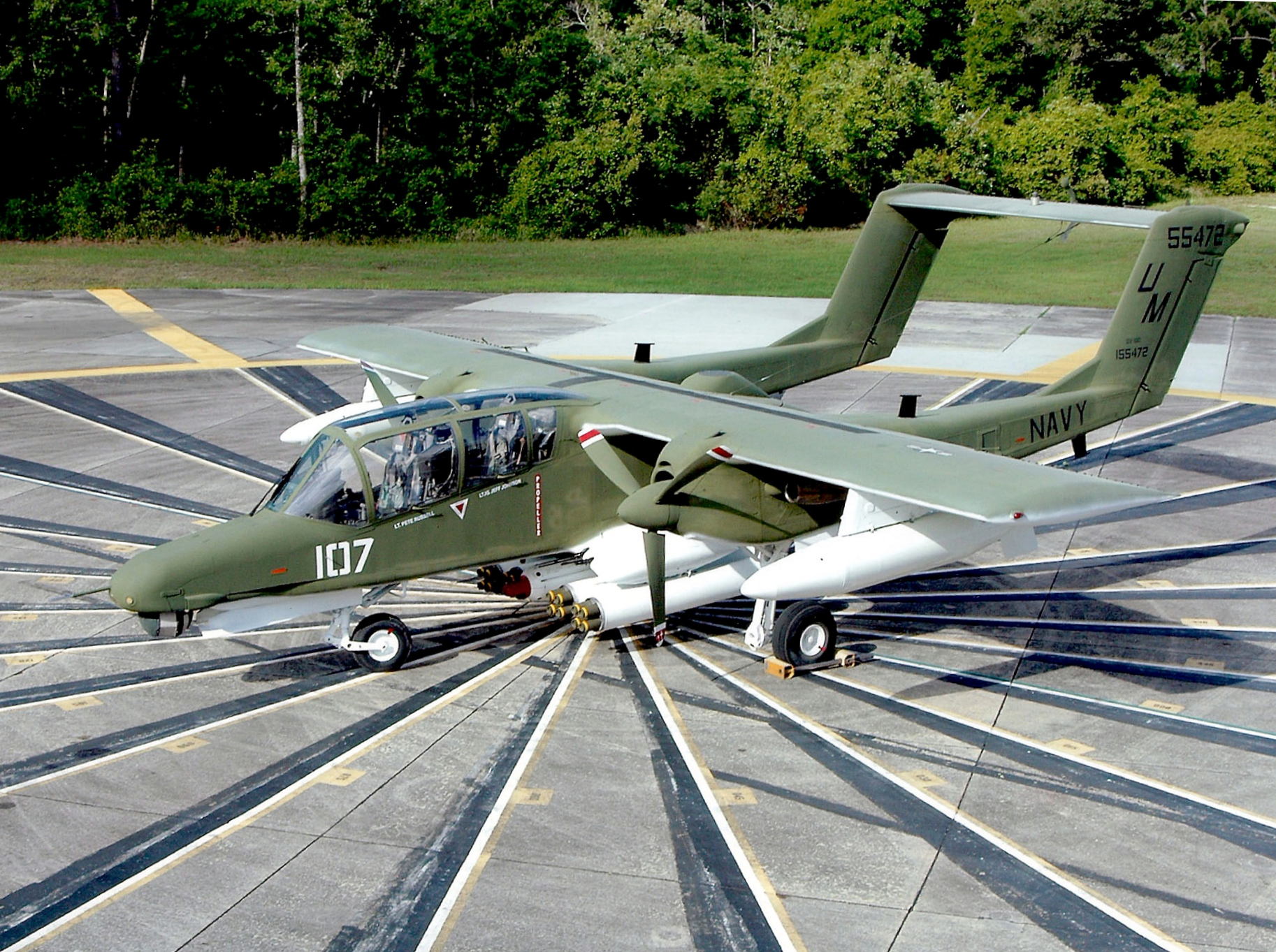
Un OV-10D dei Black Ponies

Nel settembre del 1968 lo squadrone da addestramento VS-41 iniziò a formare il personale che avrebbe dovuto essere assegnato alla nuova unità designata VAL-4. I primi velivoli del nuovo squadrone, gli OV-10A Bronco, furono consegnati il mese successivo. Il 3 gennaio del 1969 il VAL-4 venne ufficialmente costituito. Tra le sue attività lo squadrone doveva effettuare la sorveglianza e le operazioni offensive a supporto delle unità navali che operavano sui fiumi, fornire supporto aereo ai SEAL e durante le operazioni congiunte tra U.S. Army, U.S. Navy ed esercito della Repubblica del Vietnam del Sud. In questo ruolo integrava le attività svolte dallo squadrone HA(L)-3, sempre delle Marina statunitense, che però operava con gli elicotteri. Nel marzo del 1969 il VAL-4 venne basato stabilmente sul Naval Support Activity Detachment Airfield della base aerea di Binh Thuy. Lo squadrone era composto da due sezioni e sulla base di Binh Thuy rimase il Detachment A mentre il Detachment B venne spostato sull'aeroporto di Vung Tau.
Il 19 aprile 1969 il VAL-4 iniziò le operazioni di combattimento fornendo supporto aereo alla Mobile Riverine Force che operava nel delta del fiume Mekong, in territorio dell'allora Vietnam del sud. I velivoli durante le operazioni svolgevano missioni di copertura aerea, ricognizioni, osservazione del fuoco dei mortai e dei cannoni e decolli su allarme. La grande autonomia e il rilevante carico bellico che l'OV-10A poteva trasportare rendevano possibile fornire supporto aereo su tutto il territorio del delta del Mekong alle unità statunitensi e del Vietnam del sud.
Dall'aprile-maggio del 1970 il VAL-4 alle operazioni congiunte delle forze sudvietnamite e statunitensi, che avevano come obiettivo quello di neutralizzare i cosiddetti santuari, basi logistiche segrete dei Viet Cong e dell'esercito del Vietnam del nord, realizzati nel territorio del delta del fiume in supporto alla campagna che si svolgeva in Cambogia.
Il primo giugno del 1970 il Detachment B dello squadrone venne sciolto e le operazioni furono concentrate sulla base di Binh Thuy.
Nel febbraio del 1971 il VAL-4, insieme allo squadrone HA(L)-3, fornì supporto aereo ai convogli navali di rifornimento delle forze armate Vietnam del sud che navigavano sul fiume Mekong raggiungendo anche Phnom Penh, capitale della Cambogia.
Lo squadrone condusse la sua ultima operazione di combattimento il 31 marzo del 1972 e venne soppresso il 10 Aprile dello stesso anno.

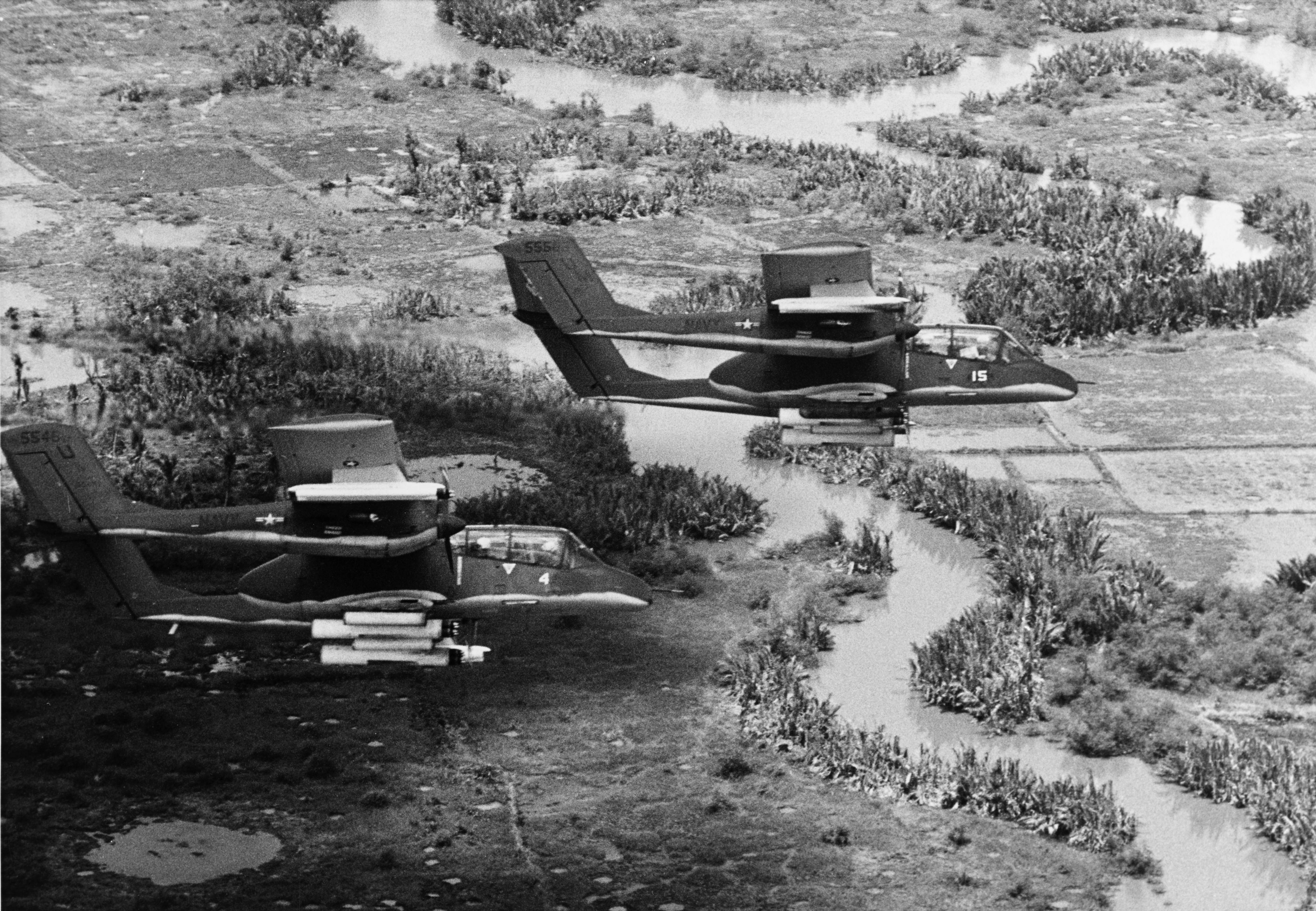
Due OV-10A dello squadron in volo sulla zona speciale di Rung Sat